# Pappeln, Éragny

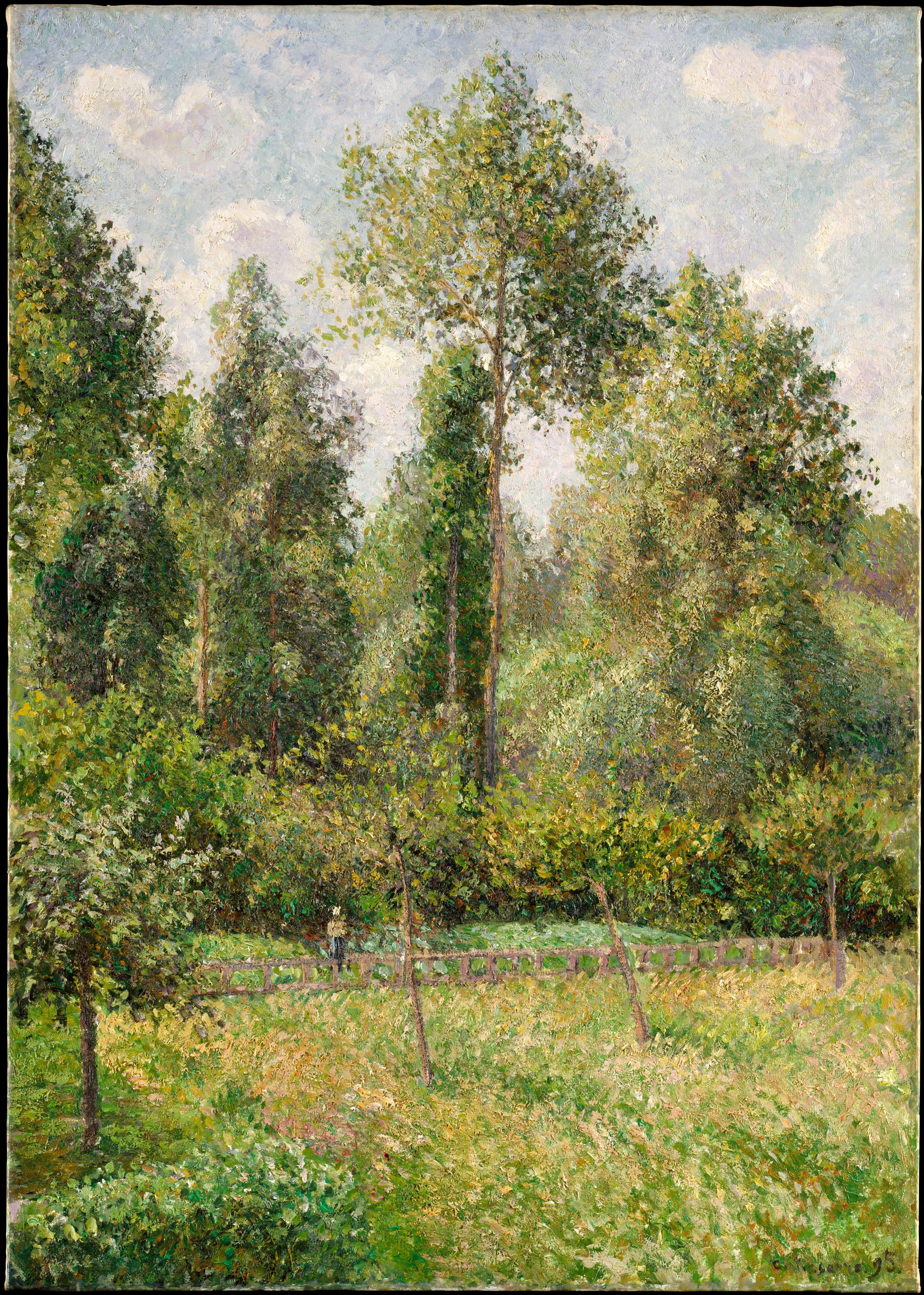
Camille Pissarro: Peupliers, Éragny, 1895

Pappeln in Éragny (französisch Peupliers, Éragny) ist der Titel eines impressionistischen Gemäldes aus dem Sommer 1895 von Camille Pissarro. Es gehört zu einer Serie von Bildern mit gleichen Motiven, die einen Blick in den Obstgarten von Pissarros Haus in Éragny in der Normandie und das angrenzende wilde Pappelgehölz erlauben. Das Werk folgte auf die Zeit, in der Pissarro die pointillistische Malweise, ursprünglich auf Anregung des Kunsthändlers Théo van Gogh, gerade überwunden hatte und seinen bewährten Stil wieder aufnahm. Das Bild gehörte der amerikanischen Kunstsammlerin Adelaide Milton de Groot (1876–1967) und kam nach deren Tod in das Metropolitan Museum of Art, New York.

## Bildinhalt und Geschichte
Das Gemälde weist als Hochformat die Maße 92,7 × 64,8 cm auf und ist in der Technik Öl auf Leinwand ausgeführt. Signatur und Datierung befinden sich unten rechts: C. Pissarro. 95. Mit immer kürzeren Pinselstrichen und einem pastosen Auftrag der leuchtenden Farben gelang es dem Künstler, die feinen Formen der Blätter und die Blumen und Gräser der Wiese so darzustellen, dass eine sehr strukturierte Bildoberfläche entstand. Im Bildmittelpunkt erhebt sich ein schlanker sommergrüner Baum, der eine vertikale Achse in das hochformatige Bild bringt. Der fast horizontal verlaufende Gartenzaun mit der menschlichen Figur als Staffage gliedert die Komposition in die Tiefe. Vorn der kultivierte Garten mit Obstbäumen, hinter dem Zaun der Wildwuchs. Ein sehr ähnliches Bild von 1894, in etwas größerem Format, das eine andere Ecke des Gartens zeigt, befindet sich im Denver Art Museum.

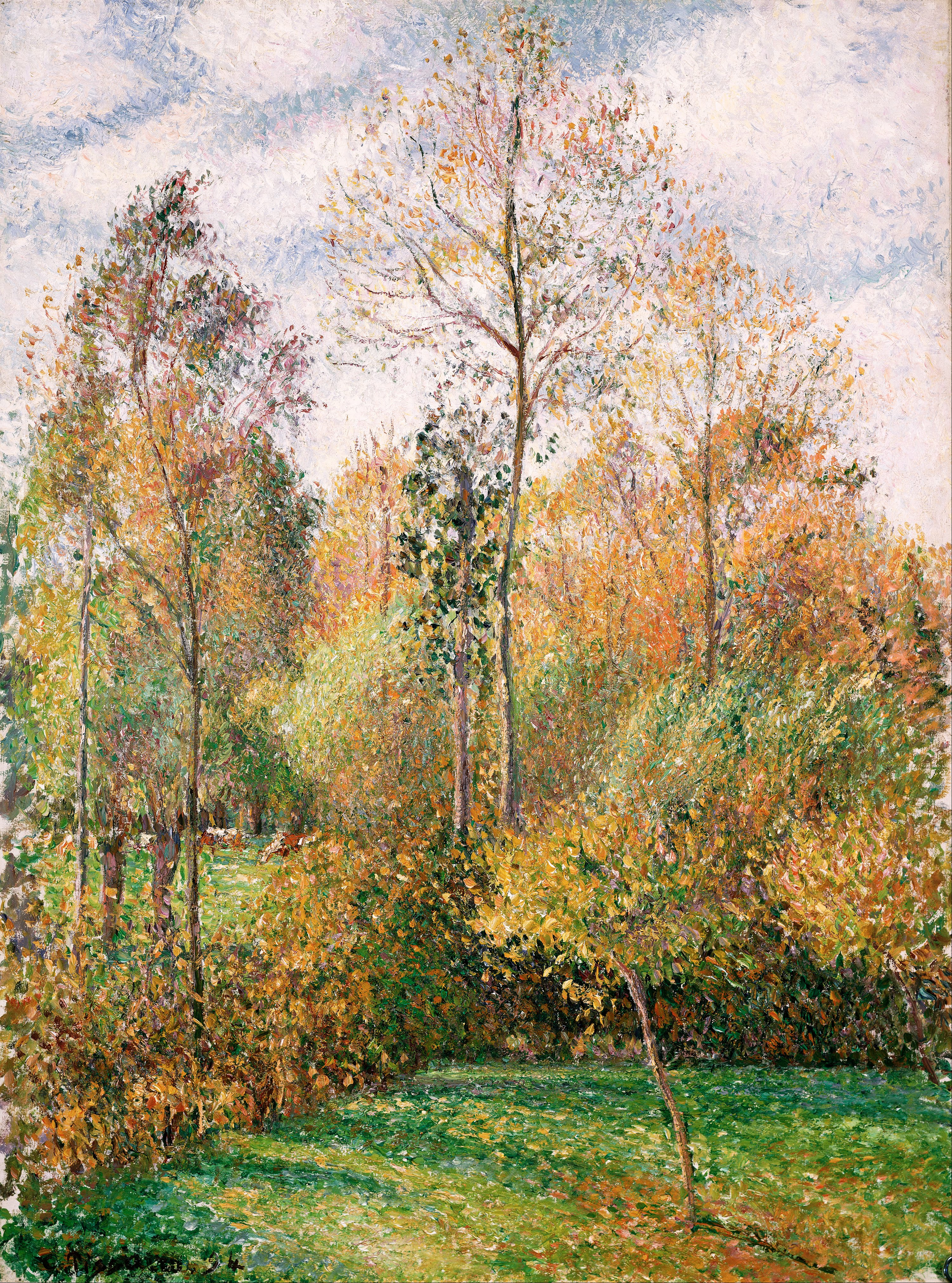
Bild im Denver Art Museum

Neu an Pissarros Landschaftsdarstellungen aus den 1890er Jahren war die Betonung einer ländlichen Idylle, die ohne die früher von ihm verwendeten Elemente der industriellen Zeit wie Fabrikschornsteine oder moderne Brücken auskam. Die Pappeln hinter seinem Garten malte er mehrmals zu verschiedenen Jahres- und Tageszeiten sowie bei unterschiedlichen Wetterbedingungen und dem damit verbundenen Lichteinfall. Pissarros Beschäftigung mit dieser ländlichen Idylle lag in jener Zeit der populäre, anarchistisch beeinflusste Glaube an ein ländliches Ideal zugrunde. Ein Bild aus der Serie, das die Pappeln im Lichte des Sonnenuntergangs zeigt, fand große Anerkennung durch Claude Monet, der 1891 selbst begann, eine solche Bilderserie zu malen, die aber im Gegensatz zu Pissarros natürlicher und ungekünstelter Darstellung eher formal und dekorativ wirkt.